# 1루수가 누구야
1루수가 누구야(Who's on First?)는 애벗과 코스텔로의 유명한 코미디로, 야구 포지션을 이용한 일종의 만담이다.
여기 나오는 언어유희는 기호논리학에서 엄밀하게 구분되는 사용(use)과 언급(mention)을 의도적으로 혼동시킴으로써 가능하다.
사족으로, 이 내용은 미국의 1988년작 영화인 레인 맨에서 레이몬드 배빗 역을 맡은 더스틴 호프먼의 명대사로도 이름을 날린 적이 있다.

## 같이 보기
- 지식의 저주